# Hyacinthoides flahaultiana
Hyacinthoides flahaultiana är en sparrisväxtart som först beskrevs av Marie Louis Emberger, och fick sitt nu gällande namn av Alain Dobignard. Hyacinthoides flahaultiana ingår i släktet klockhyacinter, och familjen sparrisväxter. Inga underarter finns listade i Catalogue of Life.